# Initials B.B. (chanson)
Pour les articles homonymes, voir Initials B.B..
Initials B.B. est une chanson française écrite, composée et enregistrée par Serge Gainsbourg entre février et avril 1968. 

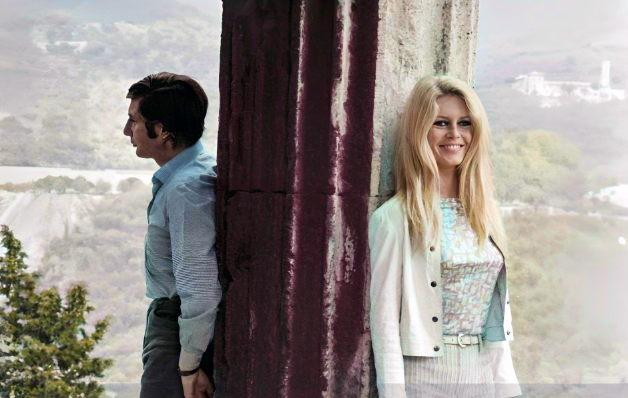
Brigitte Bardot en 1967, alors mariée avec Gunther Sachs, en Italie avant de se lier avec Serge Gainsbourg.

## Origine
La chanson est un vibrant hommage de Serge Gainsbourg à Brigitte Bardot. Celle-ci a été écrite en 1967.  Elle l'a été après une relation et séparation privée, révélée beaucoup plus tard par les deux seules personnes concernées. Elle emprunte au premier mouvement de la Symphonie n° 9 dite « Du nouveau monde » de Dvořák pour la musique, et, pour l'incipit, à la fois au poème 32 des Fleurs du Mal de Charles Baudelaire, et à la fois au poème Le Corbeau d'Edgar Allan Poe pour les paroles d'ouverture. Le narrateur y parcourt le roman L'Amour monstre, de Louis Pauwels, que Brigitte Bardot avait conseillé à Serge Gainsbourg en disant : « Lis ça ! Tu pourrais le méditer, c'est un ouvrage tout à fait pour toi ! Il est écrit à coups de fouet : ça claque à chaque page ! ».

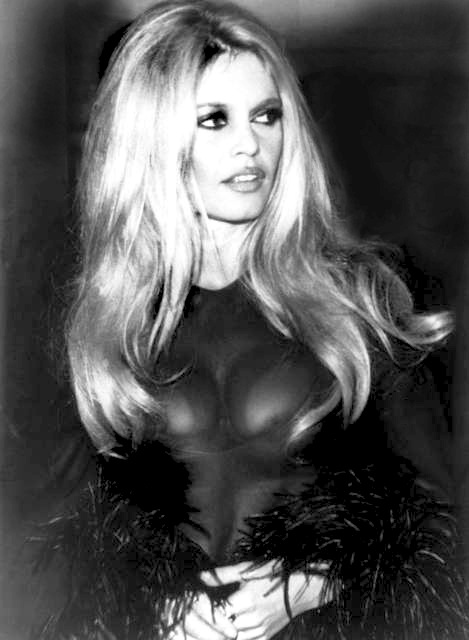
Brigitte Bardot en 1968.

L'héroïne y prononce « Almería » : c'est la ville de la rupture définitive entre Serge et Brigitte Bardot : elle part y tourner le film Shalako avec Sean Connery ; Gainsbourg ne la reverra plus avant une dizaine d'années. « Après notre séparation, il m’écrivit dans la détresse un vibrant hommage : Initials B.B., qui reste la plus belle déclaration d’amour qu’un homme m’ait jamais faite. Derrière ses agressivités qui ont défrayé la chronique, Serge était tendre et vulnérable », a déclaré Brigitte Bardot en 2011, dans une interview à Nice-Matin .
Selon Sébastien Merlet, Christophe Geudin et Jérémie Szpirglas, auteurs du Gainsbook, la chanson Days of Pearly Spencer de David McWilliams aurait servi d'inspiration pour les arrangements[réf. nécessaire].

## Reprises et adaptations
- 1996 : Bernard Saint-Paul
- 1997 : David Shea
- 2001 : Ménélik
- 2001 : Stereo de Luxe feat. Lea Saby
- 2009 : Sioen
- 2011 : Iggy Pop sur l'album From Gainsbourg to Lulu de Lulu Gainsbourg
- 2012 : Therion sur l'album Les Fleurs du Mal

Adaptation en anglais sous le même titre par Mick Harvey en 1995, aussi repris par The Serge Gainsbourg Expérience en 2011.
Adaptation en allemand sous le titre Mein Zuhaus bist nur du par Peter Alexander en 1981.

## Initials B.B.dans la culture populaire
- Initials B.B. est utilisée dans une publicité pour le parfum Shalimar de Guerlain.
- Initials B.B. est aussi utilisée dans la publicité pour l'Alpine A290 électrique .